# فدریکو آزکاراته
فدریکو آزکاراته (انگلیسی: Federico Azcárate؛ زادهٔ ۱۵ ژوئن ۱۹۸۴) بازیکن فوتبال اهل آرژانتین است که در پست مدافع میانی بازی می‌کند.